# Forum Appii
Forum Appii era una mansio o lloc de parada situada a la via Àpia, situada a 43 milles romanes de la ciutat de Roma.
Horaci diu que era el lloc habitual de parada el primer dia de viatge dels que sortien de Roma i es dirigien cap al sud. La va establir Api Claudi Cec, el constructor de la via. Horaci també explica que ell, i el company amb el que viatjava, van preferir de dividir la distància i aturar-se abans. Diu que el Forum Appii era ple d'hostalers i de barquers que enganyaven. Des d'aquell lloc sortia un canal navegable paral·lel a la via que utilitzaven molts viatgers i que creuava uns aiguamolls fins a la propera ciutat de Tarracina.
Ciceró parla d'aquesta mansio, i va ser el lloc on va parar Pau de Tars en el seu viatge a Roma. El lloc es va convertir en una ciutat important, que Plini el Vell inclou entre els municipis romans del Laci.